# Syningen Nunatak
Syningen Nunatak är en nunatak i Antarktis. Den ligger i Östantarktis. Australien gör anspråk på området. Toppen på Syningen Nunatak är 1 656 meter över havet.
Terrängen runt Syningen Nunatak är huvudsakligen platt, men åt sydost är den kuperad. Trakten är obefolkad. Det finns inga samhällen i närheten.